# Stubbabo
Stubbabo är en mindre by i Tranemo kommun i Ambjörnarps socken.
Stubbabo ligger 4 km väster om Ambjörnarp längs länsväg 1580.